# Elisa Lispector
Elisa Lispector -nacida como Leia Pinjasivna Lispector- (Savrán, 24 de julio de 1911-Río de Janeiro, 6 de enero de 1989) fue una escritora, profesora y feminista brasileña de línea introspectiva que trató de expresar a través de sus textos, las dificultades y las antinomias del ser; incursionó en el género novela y cuento. Al igual que su hermana y también escritora Clarice Lispector, algunas de sus obras se caracterizan por la exacerbación del espacio interior y el rupturismo factual en la trama, aunque de forma menos pronunciada.

## Vida y obra
Iniciada la Revolución Rusa de 1917, la familia Lispector fue objeto de persecución judía por lo que se refugian en varias ocasiones en los pueblos del interior de Ucrania. En 1920, embarcaron en un buque con destino a Brasil, con el que arribaron a Maceió en marzo de 1922; acá, fueron recibidos por Zaina, la hermana de Mania y su marido y primo José Rabin. Por iniciativa de su padre, todos cambiaron de nombre a excepción de su hermana Tânia: el padre pasó a llamarse Pedro; Mania, Marieta; Leia, Elisa; y Chaya, Clarice. Desde la infancia, Elisa se dedicó a la lectura de obras de ficción y de los clásicos de la literatura universal.
En 1925, se trasladaron a Recife. Formada en la Escuela Normal, Elisa trabajó como profesora infantil por varios años; más tarde, y ya en Río de Janeiro, se incorporó a la administración pública federal, donde ocupó cargos y funciones de alta jerarquía. Durante esa época, colaboró también en varias revistas literarias.
Debutó en la literatura en 1945 con la publicación de la novela Além da Fronteira, punto de partida de una extensa obra marcada por los recuerdos de fugas y persecuciones enfrentadas al pasado y a un sentido de perpetuo destierro. Fue incluida dentro del grupo de escritoras adscritas a la «nueva literatura brasileña» de la década de 1940, entre las que se encontraban Helena Silveira (1911-1988), Ondina Ferreira (1909), Elsie Lessa (1914-2000), Lia Correia Dutra (1908-1989), Lúcia Benedetti (1914-1998) y Alina Paim (1919-2011), entre otras.
Con la publicación de O Muro de Pedras, obra donde comenta con profusión sobre temas recurrentes del existencialismo y que fue reconocida y alabada por la crítica, recibió los premios José Lins do Rego (1963) y Coelho Neto de la Academia Brasileira de Letras (1964).
Por otro lado, su debut como cuentista fue años más tarde —solo en 1970— con la publicación de Sangue no Sol, al que le seguirían Inventário (1977) y O Tigre de Bengala (1985), por la que recibió el Premio Pen Clube en 1986.
Murió el 6 de enero de 1989 en Río de Janeiro, donde había establecido su residencia.

## Obras

### Novela
- Além da Fronteira (1945).
- No Exílio (1948).
- Ronda Solitária (1954).
- O Muro de Pedras (1963).
- O Dia Mais Longo de Thereza (1965).
- A Última Porta (1975)
- Corpo-a-Corpo (1983).

### Cuento
- Sangue no Sol (1970).
- Inventário (1977).
- O Tigre de Bengala (1985).